# Artesia (Nuevo México)
Artesia es una ciudad ubicada en el condado de Eddy, Nuevo México, Estados Unidos. Tiene una población estimada, a mediados de 2023, de 12 326 habitantes.

## Geografía
La localidad está ubicada en las coordenadas 32°51′08″N 104°25′28″O / 32.85222, -104.42444 (32.852173, -104.42457). Según la Oficina del Censo, tiene una superficie total de 29.44 km², de los cuales 29.35 km² corresponden a tierra firme y 0.09 km² están cubiertos de agua.

## Demografía
Según el censo de 2020, en ese momento la localidad tenía una población de 12 875 habitantes. La densidad de población era de 437.33 hab./km². El 55.9% de los habitantes eran blancos, el 1.2% eran afroamericanos, el 1.9% eran amerindios, el 0.8% eran asiáticos, el 0.1% eran isleños del Pacífico, el 19.0% eran de otras razas y el 21.1% eran de una mezcla de razas. Del total de la población el 55.4% eran hispanos o latinos de cualquier raza.